# Historia política de Colombia
La Historia política de Colombia hace referencia a los procesos y hechos que han marcado las relaciones sociales, administrativas culturales y económicas de la actual República de Colombia, un país americano ubicado al noroccidente de América del Sur, con una superficie de 2070408 km² 1141748 km² corresponden a su territorio continental y los restantes 928660 km² a su extensión marítima).

La historia política de Colombia ha estado fragmentada según sus diferentes épocas.

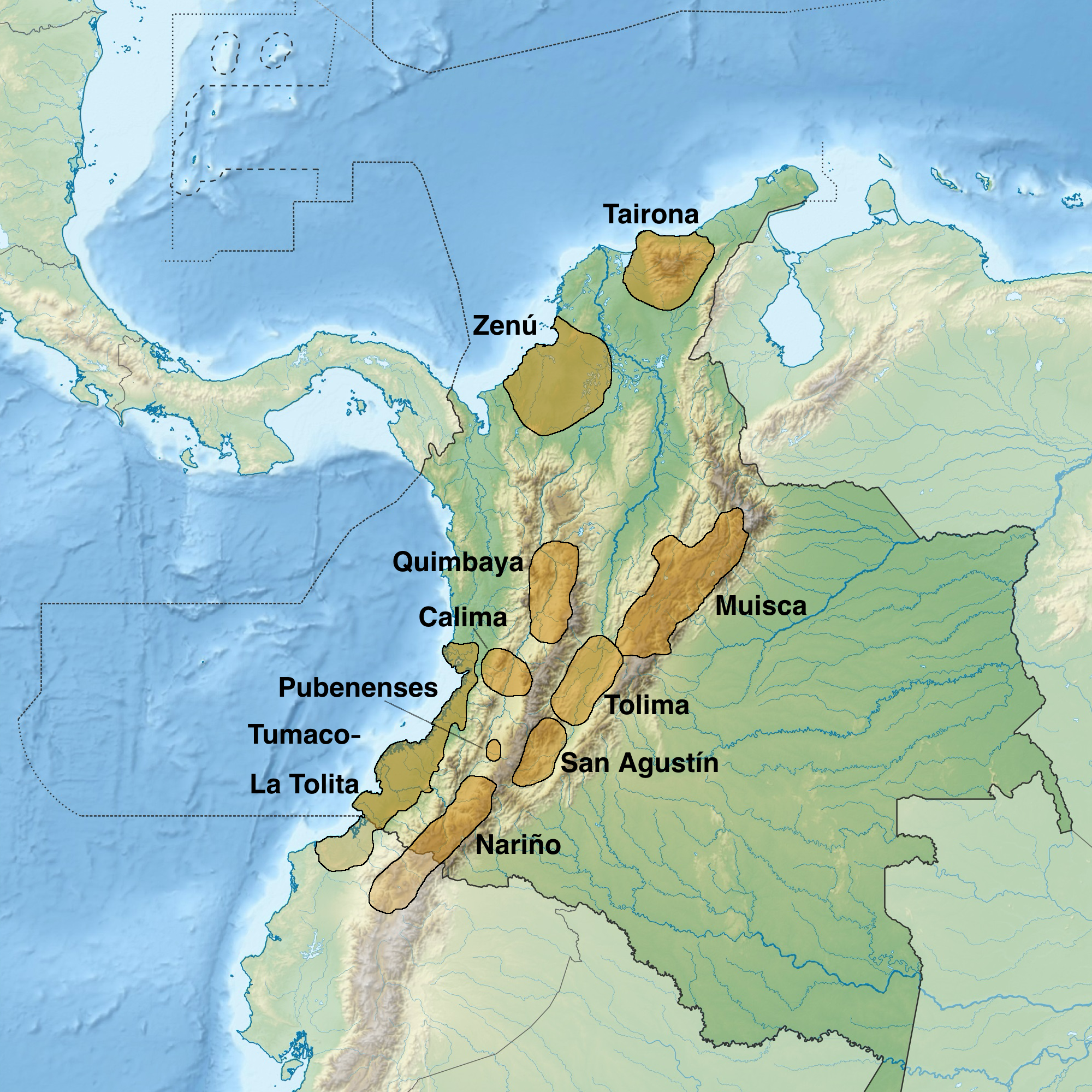
Culturas precolombinas de Colombia

## Época Precolombina
Periodo anterior a la llegada de los españoles a América en 1492. En el territorio hoy conocido como Colombia existieron varias culturas en diferentes regiones y con diferentes gobiernos. 
Los principales grupos de este periodo fueron:
- Cultura San Agustín y Tierradentro.
- Taironas
- Muiscas y Confederación muisca
- Quimbayas
- Zenú
- Cultura Calima
- Cultura Nariño
- Cultura Tumaco-La Tolita
- Pijaos

Culturas y sociedades precolombinas de Colombia
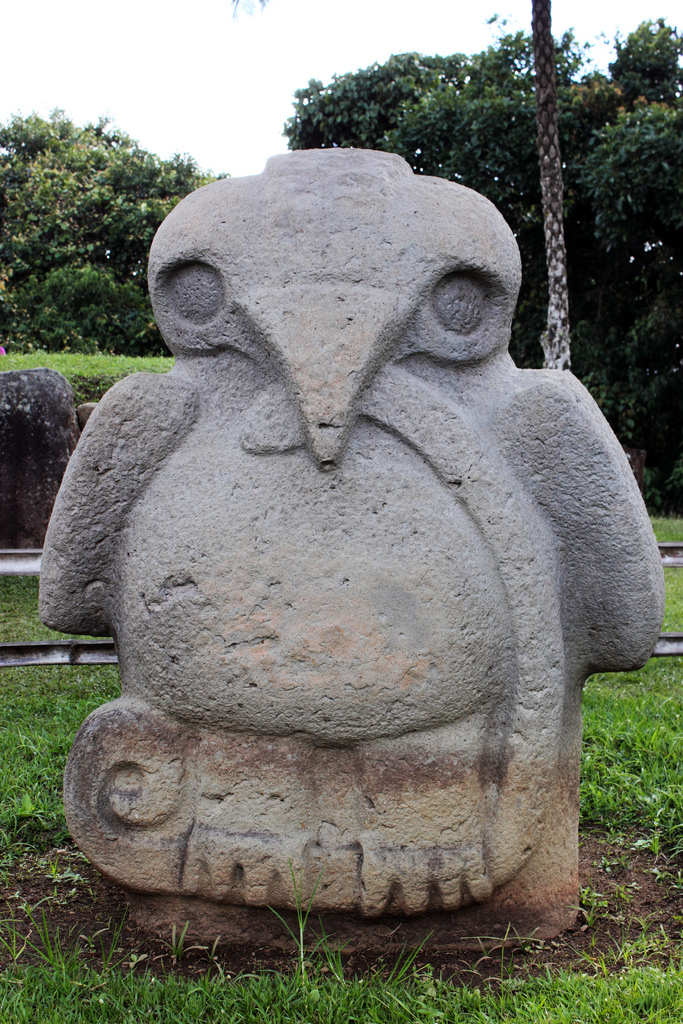
Cultura San Agustín
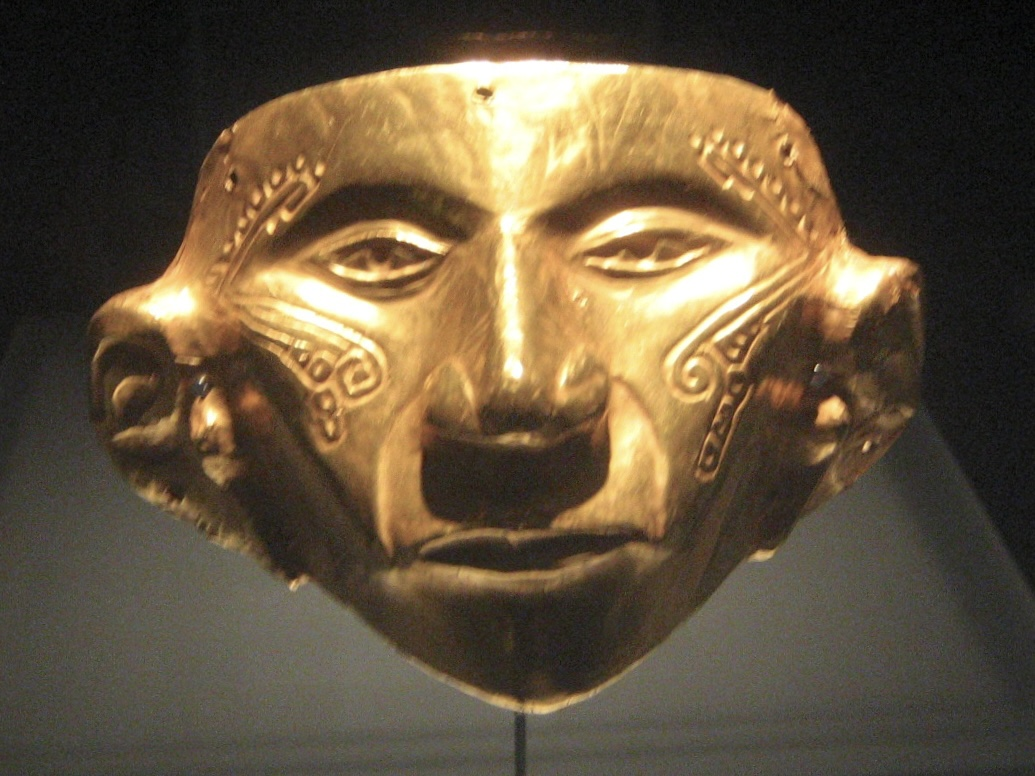
Tierradentro
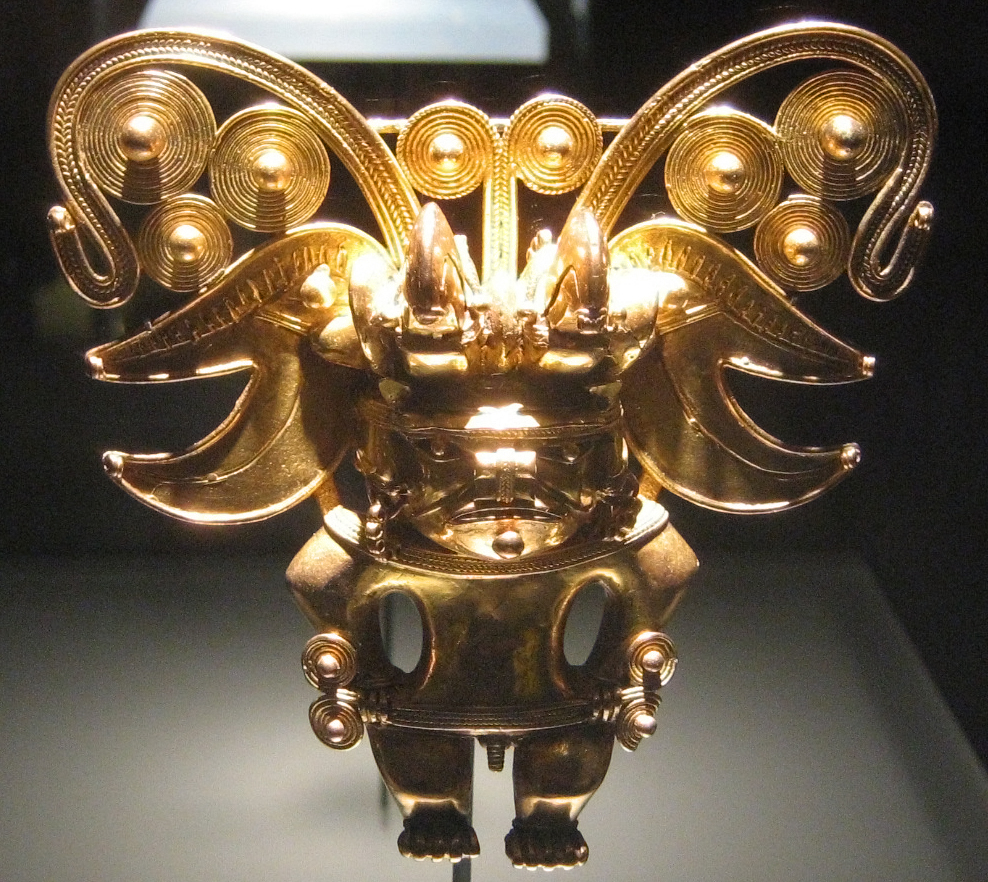
Taironas
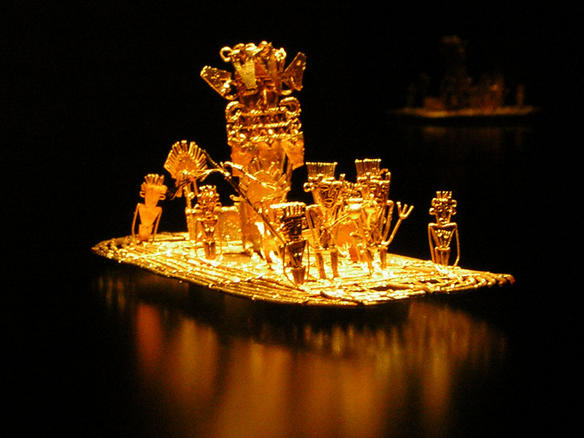
Muiscas
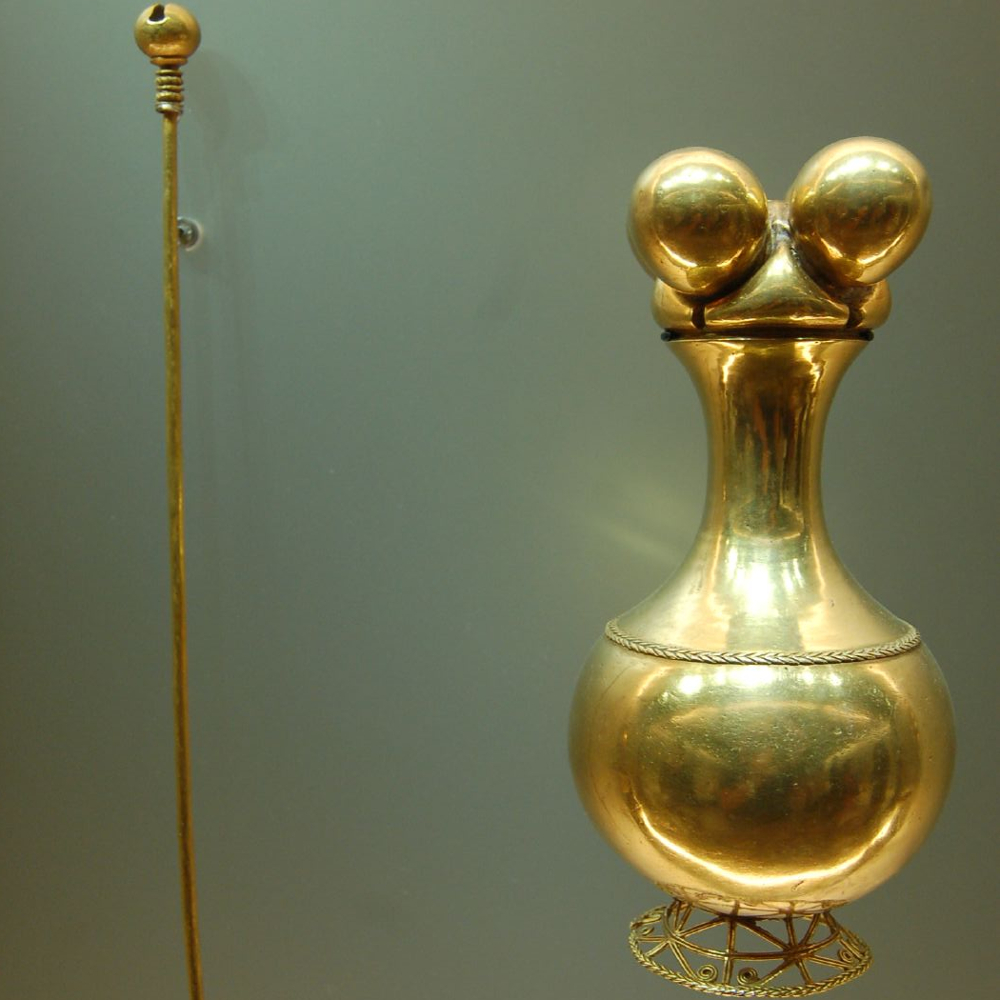
Quimbayas
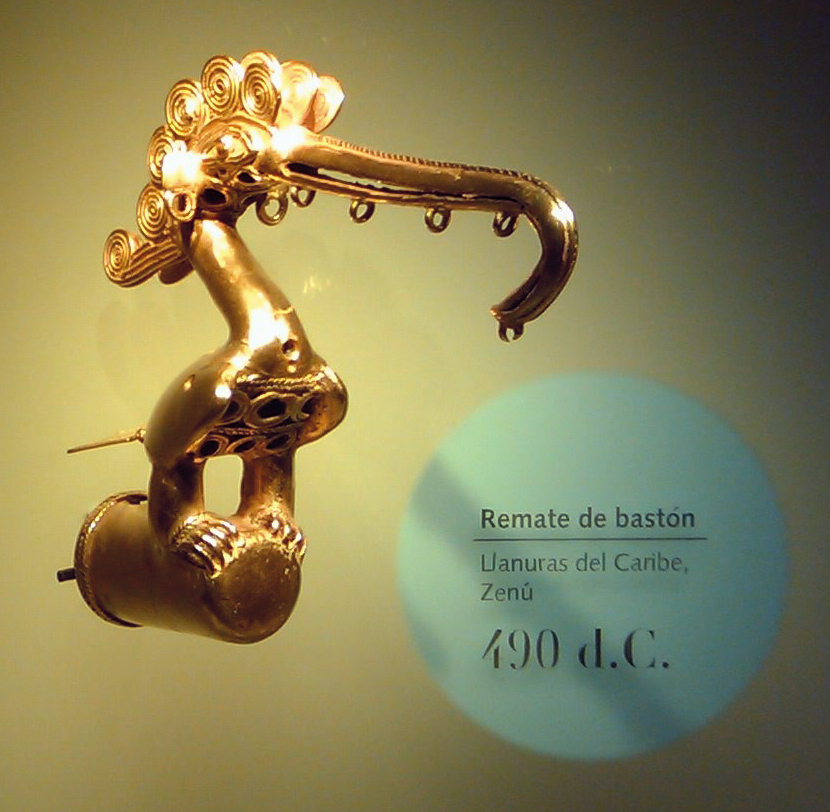
Zenú
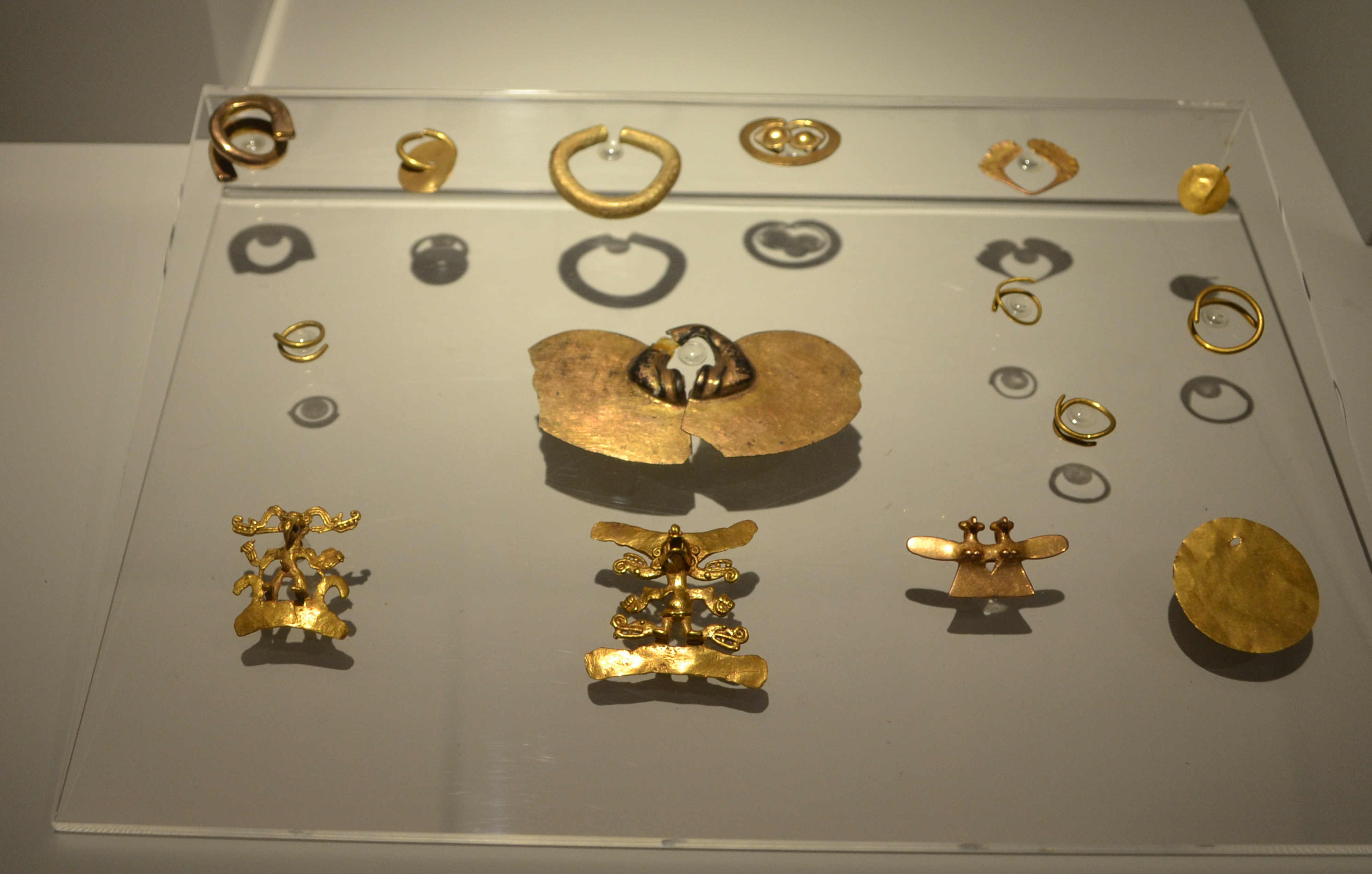
Cultura Calima
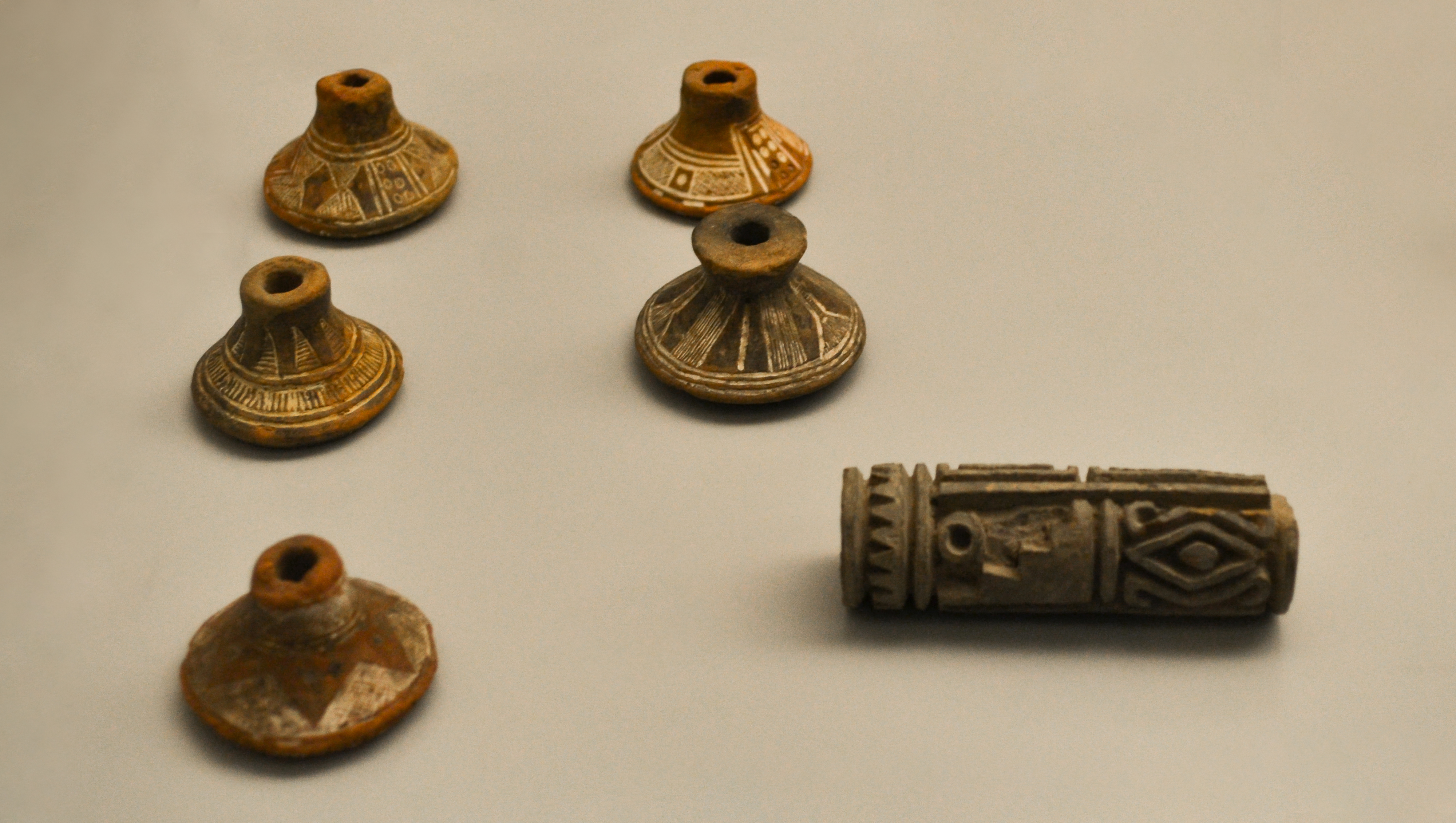
Cultura Nariño
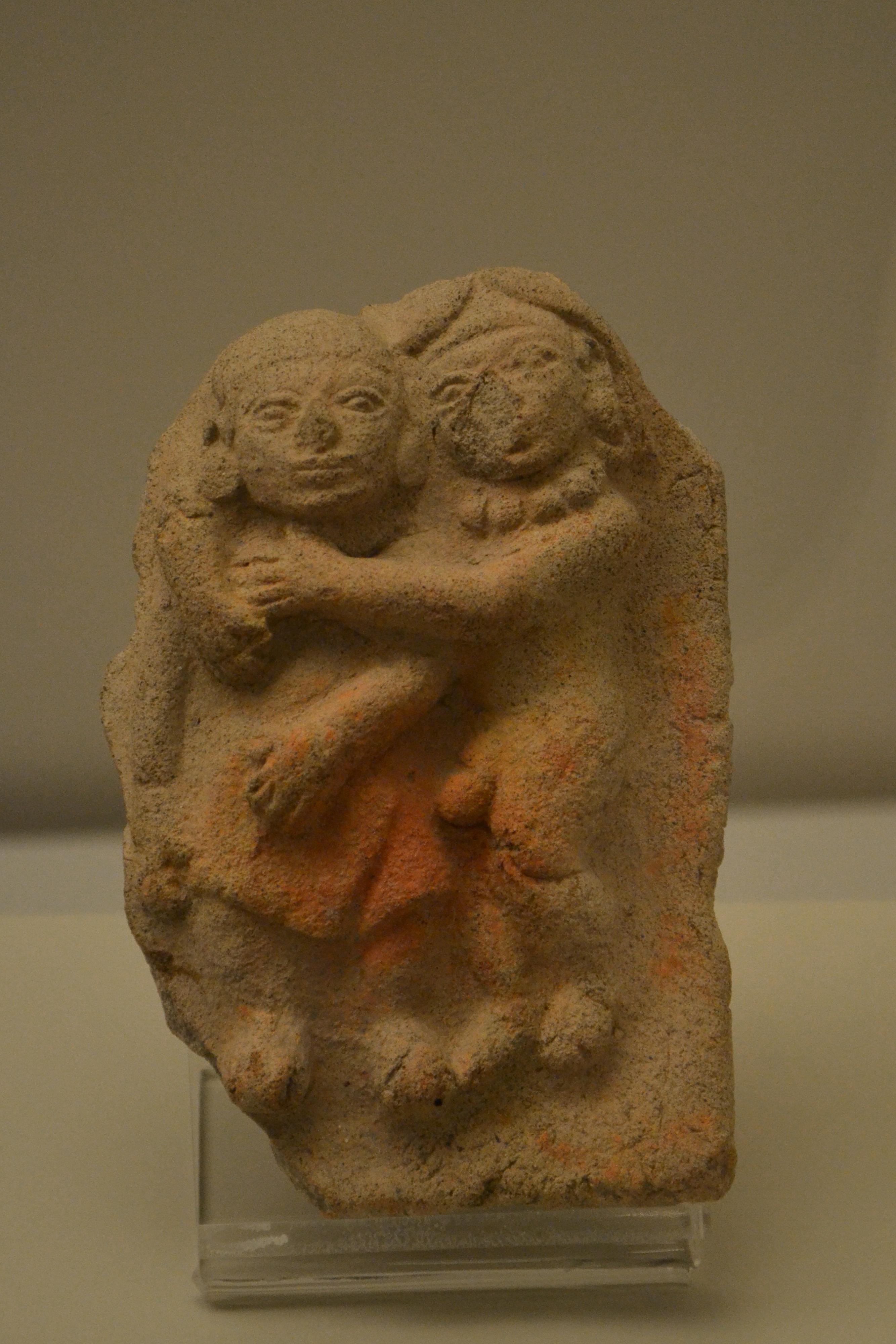
Cultura Tumaco-La Tolita
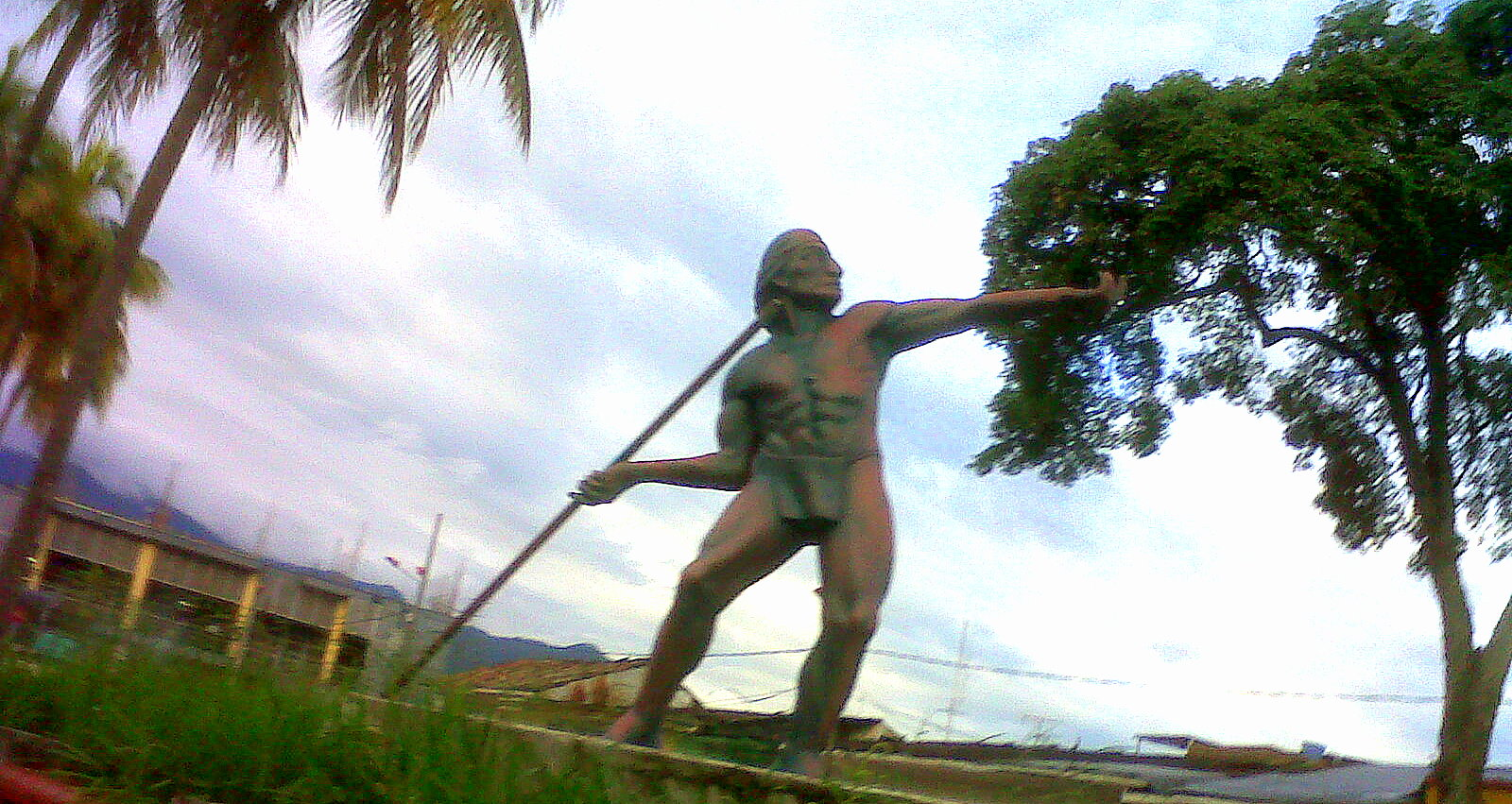
Pijaos

## Época hispánica (conquista y colonia)
Colombia fue conquistada desde 1498 por la Corona Española, quienes establecieron una colonia que se conocería como la Nueva Granada. 

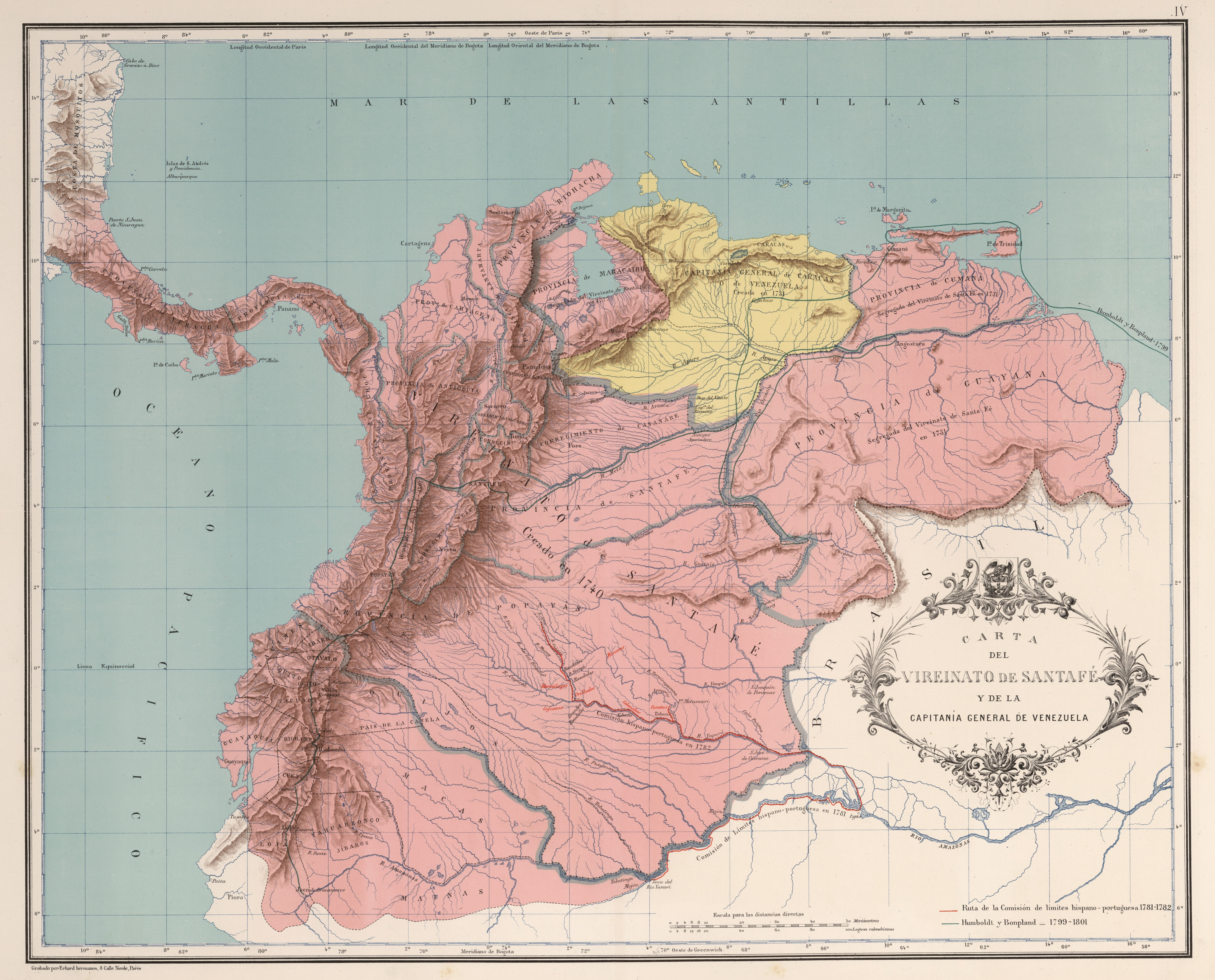
Mapa de la Nueva Granada, que tenía a Quito, Caracas y Santafé como sus principales puntos administrativos.

Durante la época de la colonia, Colombia fue gobernada por virreyes y pertenecía al Virreinato de la Nueva Granada (junto con Venezuela y Ecuador).

Para controlar el comercio de entrada Y de salida de productos de la recién descubierta América, los reyes católicos crearon la Casa de Contratación de Sevilla. También se encargaba de conceder permisos para viajar tanto de ida como de venida y lidiar jurídicamente con los pleitos relacionados con las rutas comerciales.
La segunda institución política creada fue el Supremo Consejo de Indias en 1511 por el rey Fernando el Católico, reformada en 1524 por Carlos I y posteriormente por Felipe II. Esta tenía el máximo poder sobre los problemas legislativos y judiciales en América. Constaba de un presidente, un canciller, doce consejeros y funcionarios encargados de nombrar virreyes, obispos, capitanes y gobernadores. Tenía también el poder de crear Reales Audiencias. La primera Real Audiencia en Colombia fue la Real Audiencia de Santafé, fundada en 1549, la cual tenía dependencia del Virreinato del Perú hasta que se nombró su primer gobernador, Andrés Díaz Venero de Leiva en 1564. tenía jurisdicción sobre las provincias de Santa Marta, Popayán, Antioquía, Cartagena, Quito y Caracas.
No fue sino hasta el año 1717 que se fundó el Virreinato de la Nueva Granada, siendo Antonio de la Pedroza y Guerrero el primer virrey. El virreino se dividía en gobernaciones, subdivididas estas en municipios. Cada municipio debía tener su propio cabildo. El principal gobernador era el virrey, quien recibía órdenes directas del monarca. 
Al principio, hubo cuatro virreyes en un período de siete años, lo que fue muy costoso para la Corona, la cual decidió abolir el Sistema. No obstante se retomó en 1739 gracias a Sebastián de Eslava, proclamado virrey en tal año.
- Sebastián de Eslava (1739-1749)
- José Alfonso Pizarro (1749-1753)
- José Solís Folch de Cardona (1753-1761)
- Pedro Messía de la Cerda (1761-1772)
- Manuel Guirior (1772-1776)
- Manuel Antonio Flórez (1776-1782) Se presentó la Rebelión de los Comuneros en 1781.
- Juan de Torrezar Díaz Pimienta (1782)
- Antonio Caballero y Góngora (1782-1789)
- Francisco Gil de Taboada (1789)
- José Manuel de Ezpeleta (1789-1797)
- Pedro Mendinueta (1797-1803)
- Antonio Amar y Borbón (1803-1810)

### Rebelión de los comuneros
El visitador Juan Francisco Gutiérrez de Piñeres reorganizó las rentas y haciendas públicas, lo que originó levantamientos populares como la insurrección de los comuneros. En marzo de 1781 Manuela Beltrán rompe el edicto referente a las nuevas contribuciones y dentro de lo que se conoció como la insurrección de los comuneros, un movimiento netamente popular en donde participaron campesinos, indígenas y mestizos en general. Los comuneros intentaron tomarse el poder colonial, pero este logró firmar con ellos unas capitulaciones en las cuales se satisfacen varias de sus reivindicaciones. Las capitulaciones fueron desconocidas por el virrey Manuel Antonio Flórez.

Un grupo de comuneros bajo el mando de José Antonio Galán volvió a sublevarse ante el incumplimiento de las capitulaciones, pero bien pronto fueron apresados. El 2 de febrero de 1782 Galán fue ahorcado junto con los otros tres jefes comuneros. Sus cabezas, manos y pies fueron expuestas  en las plazas públicas de la capital virreinal y en otros pueblos.

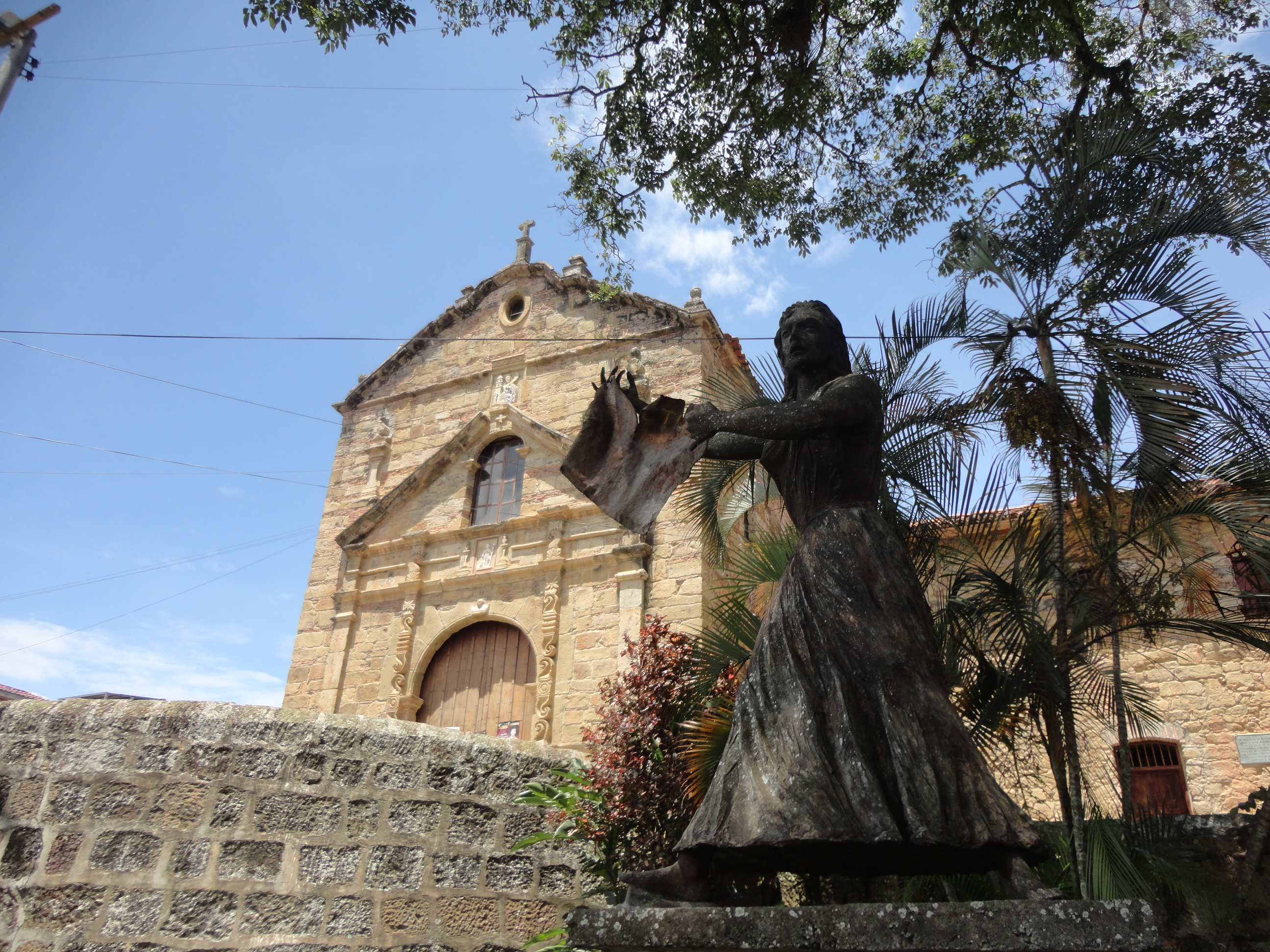
Monumento de Manuela Beltrán
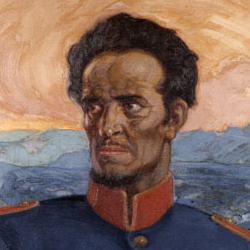
José Antonio Galán

## Primera independencia y Reconquista española
Uno de los primeros procesos políticos fue el de la creación del Estado Libre de Cundinamarca, el cual tenía por presidente a Jorge Tadeo Lozano. El Estado Libre de Cundinamarca aceptaba el poder del rey Fernando VII, siempre y cuando se mantuviera alejado de la provincia de Cundinamarca. Tadeo Lozano renunció a su cargo debido a la presión que le había generado el periódico La Bagatela y fue sucedido por Antonio Nariño, fundador del mismo.

Sin embargo, llegó el período de la reconquista española, llevado a cabo por el llamado "Pacificador" Pablo Morillo. Nariño fue traicionado por Ignacio Torres quien lo dejó apenas con quince hombres, siendo capturado por las tropas reales, llevado a Cádiz y liberado hasta el año 1820.

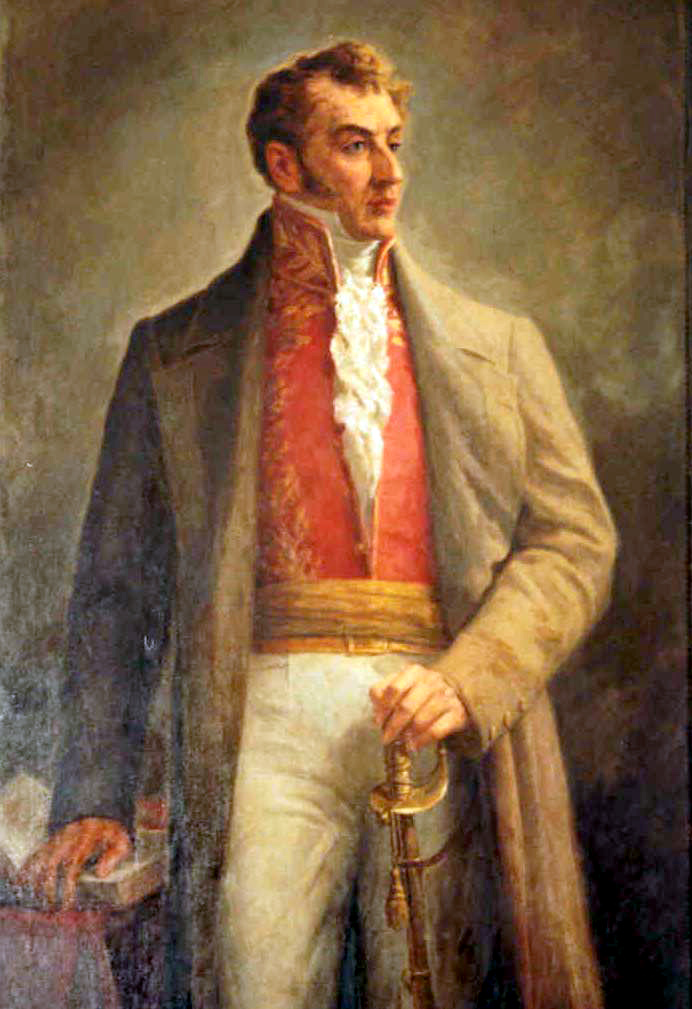
Antonio Nariño
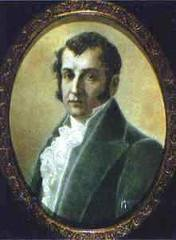
Jorge Tadeo Lozano
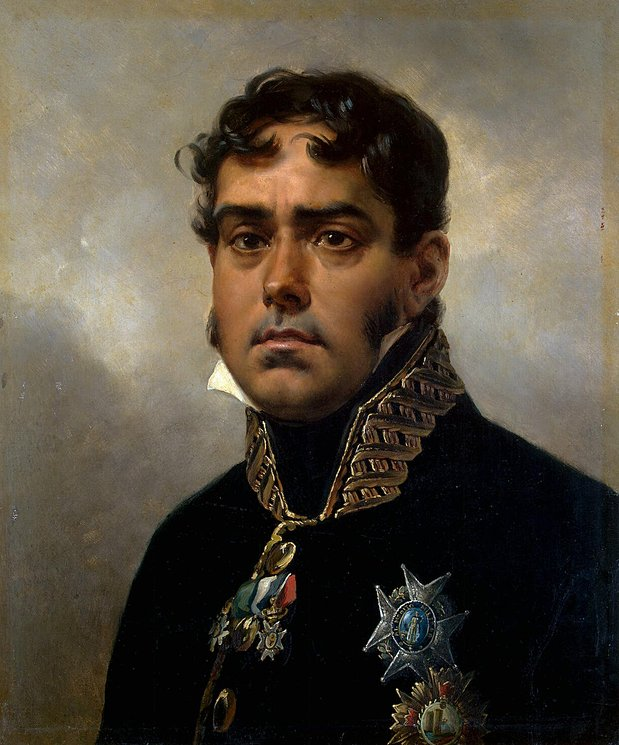
Pablo Morillo

## La Gran Colombia

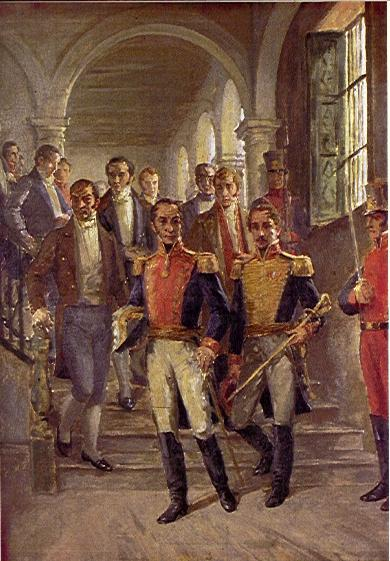
Simón Bolívar y Francisco de Paula Santander en el Congreso de 1821.

Este período inició el 8 de agosto de 1819, una vez se dio el grito de independencia definitivo. El 17 de diciembre del mismo se dio inicio al Congreso de Angostura convocado por Simón Bolívar y presidido por Francisco Antonio Zea, cuyo fin era crear una gran nación Panamericana. En este congreso se decidió que Francisco de Paula Santander gobernaría la provincia de la Nueva Granada, mientras que Germán Roscio, la de Venezuela. Bolívar por su parte liberaría a Quito y a Perú. Habría un nuevo congreso en Cúcuta con el fin de redactar la primera constitución.
Se generó entonces la Constitución de 1821 que consistía en los siguientes puntos:
- La nueva república sería llamada República de Colombia.
- La República de Colombia se conformaría por el antiguo Virreinato de la Nueva Granada, la Capitanía General de Venezuela y las provincias de Quito y Panamá.
- Se declaró la libertad de partos, es decir, los hijos de los esclavos de la época serían libres.
- Se dividió el poder público en tres ramas: La rama ejecutiva (encargada de administrar y gobernar), la rama legislativa (Encargada de crear y hacer cumplir las leyes), se divide en el Senado y la Cámara de Representantes) y la rama judicial (encargada de crear y hacer las leyes penales).
- La educación básica sería gratuita.
- Se restringió el voto a personas que supieran leer y escribir.

No obstante, esta Constitución sólo estuvo vigente a la Nueva Granada, debido a la separación de Quito y Venezuela. Esta separación se dio porque:
- No hubo manera eficaz de unir al país entero debido a la falta de rutas de transporte y comerciales.
- No hubo una unidad política, ya que con la ausencia de Simón Bolívar, líderes de Quito y Perú anhelaban controlar su propia región.
- Guerrillas que querían que su región tomara el control político de la Gran Colombia.
- Reinició el enfrentamiento entre Bolívar y Santander, es decir, centralistas y federalistas.

Sin embargo, el último intento de reunificar la Gran Colombia fue en 1820, con la creación del Consejo Admirable, el cual fracasó totalmente y generó que Flórez en Ecuador y Páez en Venezuela, iniciarán su propia separación. Con ello finalizó el sueño de Bolívar de la Unificación Panamericana.

## Época Republicana

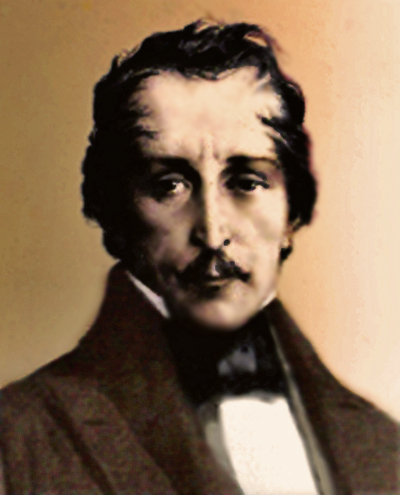
General Santander. Boceto de Helen Bedout, 1819.

### República de la Nueva Granada (1830-1862)
Tras la muerte de Bolívar en 1830, se iniciaron conflictos en la República de Nueva Granada:
- Comenzó la lucha Iglesia-Estado.
- Se reinició el conflicto centralismo-federalismo.
- La agricultura y el comercio peleaban por el control económico.
- Proteccionismo-librecambismo.
- Problemas por la enorme deuda externa.

A continuación una lista de presidentes de la época formativa:
- Joaquín Mosquera (1830)[8]
- Rafael Urdaneta.[9] (1830-1831)
- Francisco de Paula Santander (1833-1837)
- José Ignacio de Márquez (1837-1841)
- Pedro Alcántara Herrán - Partido Conservador (1841-1845).

Durante este período aparecieron las Juntas de Apulo (1830), la Constitución de 1832 y la Guerra civil de los Supremos (1840).
Época de las reformas
Esta época contó con la Comisión Corográfica (1839. Encabezada por Agustín Codazzi), la Guerra civil de 1851 y con numerosas reformas, tales como las Reformas liberales y la Constitución de 1853.
Los presidentes fueron:
- Tomás Cipriano de Mosquera - Partido Conservador (1845-1849)
- José Hilario López - Partido Liberal (1849-1853)
- José María Obando - Partido Liberal (1853)
- José María Melo - Partido Liberal[10] (1854-1855)
- Manuel María Mallarino - Partido Conservador (1855-1857)

La Confederación Granadina
En este período (1857-1861) se estableció a la Nueva Granada como república federal. No obstante, se manejaba la legislación de una corte centralista. Primó una hegemonía conservadora, la cual permitió el regreso de los jesuitas y la negociación de la deuda externa. Este período se rigió bajo los preceptos de la Constitución de 1858.
Solo hubo dos presidentes:
- Mariano Ospina Rodríguez - Partido Conservador (1857-1860)
- Julio Arboleda - Partido Conservador (1860-1861)

No obstante, Tomás Cipriano de Mosquera, gobernador del Cauca, y Juan José Nieto se alzaron contra el gobierno y tomaron el poder, retomando el régimen constitucional. Posteriormente se redactó la Constitución de Rionegro.

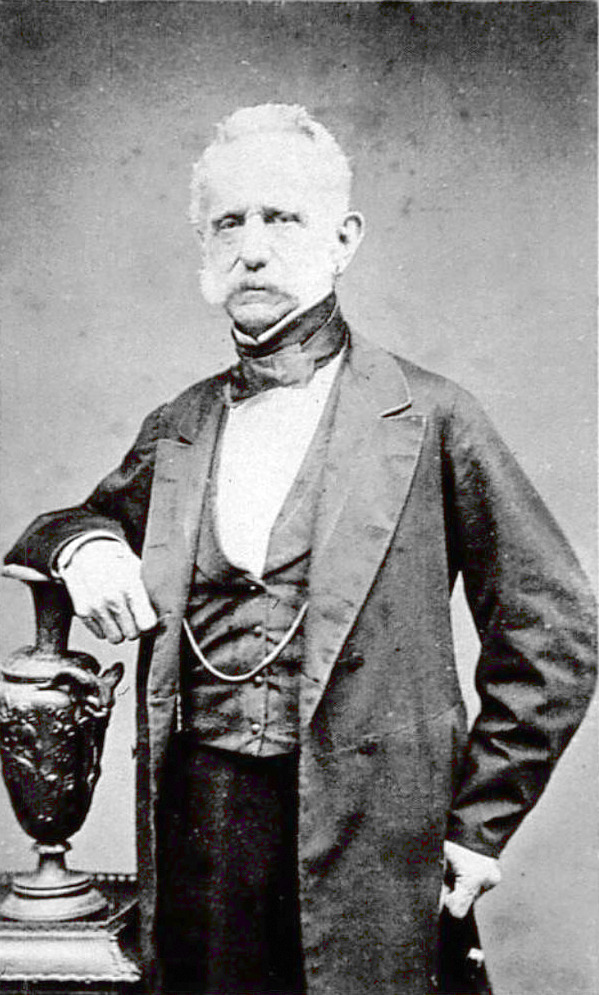
Tomás Cipriano de Mosquera.

### Estados Unidos de Colombia (1863-1886)
Durante este período comprendido entre 1863-1886, se estableció un gobierno regido únicamente por liberales radicales. Se basaba en la Constitución de Rionegro.
Esta época se conformó por:
- Tomás Cipriano de Mosquera (1861-1864)
- Manuel Murillo Toro (1864-1866)
- Tomás Cipriano de Mosquera (1866-1868)
- Santos Acosta[11] (1867-1868)
- Santos Gutiérrez (1868-1870)
- Eustorgio Salgar (1870-1872)
- Manuel Murillo Toro (1872-1874)
- Santiago Pérez (1874-1876)
- Aquileo Parra (1876-1878)
- Julián Trujillo (1878-1880)
- Rafael Núñez (1880-1882)
- Francisco Javier Zaldúa (1882-1884)
- Rafael Núñez (1884-1886)

### La república conservadora (1886-1930)
Este período inició con la llamada regeneración de Rafael Núñez del partido Nacional. Se retomó la influencia del poder eclesiástico en el poder gubernamental y se conformó un estado netamente centralista. Con ella, apareció la Constitución de 1886. La Guerra de los Mil Días, en la cual se presentó la pérdida definitiva de Panamá (18 de octubre de 1899 - 21 de noviembre de 1902). Se presentaron la Masacre de los Sastres (1917), la Masacre de las Bananeras (1928) y la formación de movimientos sociales de obreros, estudiantes y campesinos. Se inicia La Violencia bipartidista.

los representantes conservadores-nacionalistas fueron:
- Rafael Núñez (1886-1892)
- Rafael Núñez (1892)
- Miguel Antonio Caro (1892-1898)[12]
- Manuel Antonio Sanclemente (1898-1900)
- José Manuel Marroquín[13] (1900-1904)
- Rafael Reyes (1904-1909)
- Ramón González Valencia[14] (1909-1910)
- Carlos Eugenio Restrepo (republicano)[15] (1910-1914)
- José Vicente Concha (1914-1918)
- Marco Fidel Suárez (1918-1921)
- Jorge Holguín[16] (1921-1922)
- Pedro Nel Ospina (1922-1926)
- Miguel Abadía Méndez (1926-1930)

### La hegemonía o República liberal (1930-1946) La primera violencia
Fue un período iniciado en 1930, y finalizado en 1946 donde se dieron el conflicto con Perú, la revolución en marcha y el inicio de la II Guerra Mundial. No obstante, se pensó que Jorge Eliécer Gaitán podría retomar la república liberal, sin embargo, dos años más tarde ocurrió el Bogotazo. Los presidentes de este período fueron:
- Enrique Olaya Herrera (1930-1934)
- Alfonso López Pumarejo (1934-1938)
- Eduardo Santos (1938-1942)
- Alfonso López Pumarejo (1942-1945)
- Alberto Lleras Camargo (1945-1946)

Hegemonía Liberal
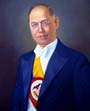
Enrique Olaya Herrera
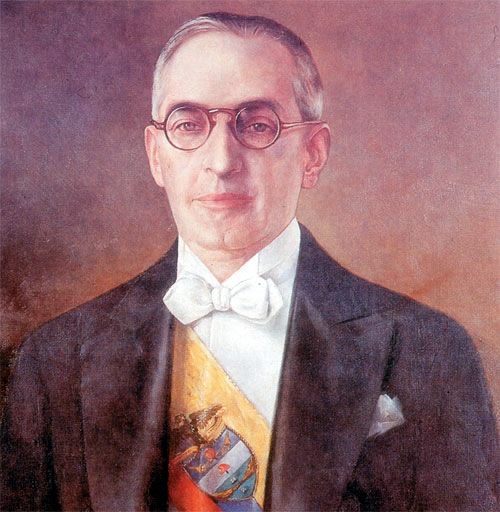
Alfonso López Pumarejo
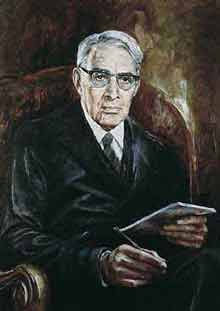
Eduardo Santos

### Recrudecimiento de La violencia y gobierno militar (1946-1958)
Fue un período que comprendió desde 1948 hasta 1953. Con el recrudecimiento de la Violencia por el asesinato de Gaitán. En este período se formaron las guerrillas liberales y  comunistas "cachiporros", y los grupos conservadores de "pájaros" y "chulavitas"
Sus únicos representantes fueron:
- Mariano Ospina Pérez(1946-1950)
- Laureano Gómez (1950-1953)

El gobierno militar
Se instauró tras el golpe de Estado de 1953 por el General Gustavo Rojas Pinilla. En este período, Rojas Pinilla permitió la desmovilización de 5000 combatientes de las guerrillas liberales.
- Gustavo Rojas Pinilla(1953-1957)
- Junta militar (1957-1958)

Presidentes entre 1946 y 1957
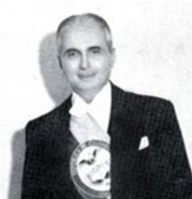
Mariano Ospina Pérez
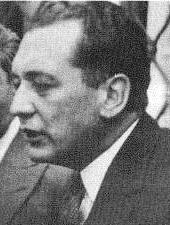
Laureano Gómez
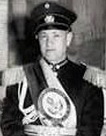
Gustavo Rojas Pinilla

### Frente nacional (1958-1974) e inicio del conflicto armado
El Frente nacional se compuso por liberales, conservadores, autoridades eclesiásticas y militares que se oponían a Rojas Pinilla. En 1960 sería el inicio del conflicto armado interno de Colombia y la entrada de los grupos armados (guerrillas como las FARC-EP, el ELN, el EPL y el M-19, paramilitares regionales, narcotráfico con la bonanza marimbera, y delincuencia organizada) con gran influencia en la vida política del país.
- Alberto Lleras Camargo (1958-1962)
- Guillermo León Valencia (1962-1966)
- Carlos Lleras Restrepo (1966-1970)
- Misael Pastrana (1970-1974)

Presidentes del Frente Nacional
Alberto Lleras Camargo
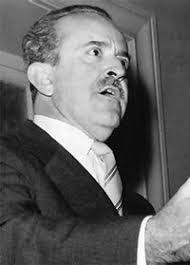
Guillermo Leon Valencia
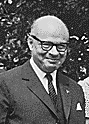
Carlos Lleras Restrepo
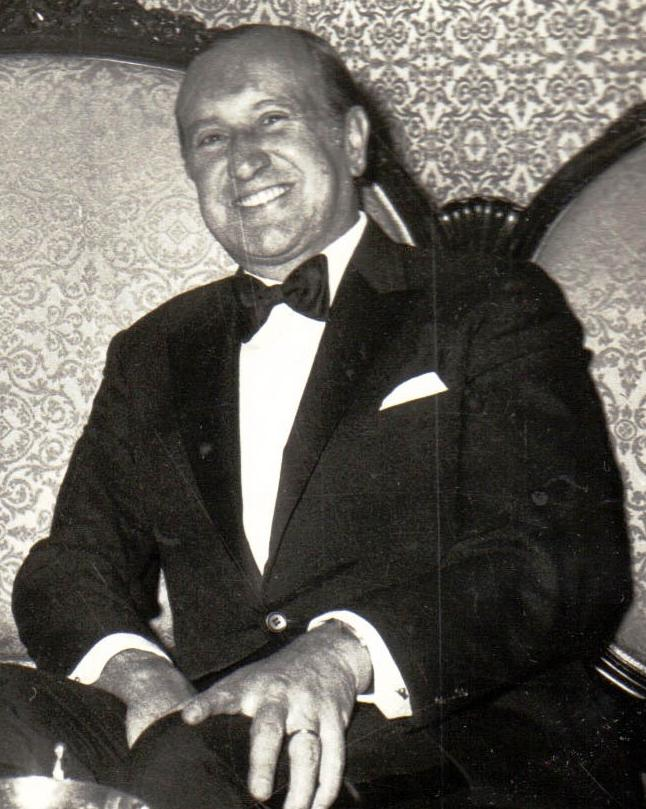
Misael Pastrana

### Colombia entre 1974 y 1990
Este período transcurrió desde 1974 hasta 1990. En el cual estuvo marcado por el conflicto armado interno, enfrentamientos entre (guerrillas con nuevos grupos, paramilitares, narcotráfico con los Carteles de Medellín y de Cali, la delincuencia organizada) que aumentaron su influencia en la vida política del país, asesinando a varios candidatos presidenciales, violencia narcoterrorista y el exterminio del partido político Unión Patriótica. Se realizaron las primeras elecciones populares de alcaldes en 1988.
Se constituyó por:
- Alfonso López Michelsen - Partido Liberal (1974-1978)
- Julio César Turbay - Partido Liberal (1978-1982)
- Belisario Betancour - Partido Conservador (1982-1986)
- Virgilio Barco - Partido Liberal (1986-1990)

Presidentes de 1974 a 1990
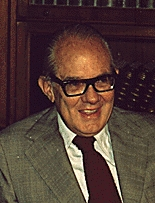
Alfonso López Michelsen
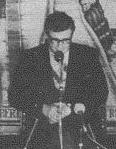
Julio César Turbay
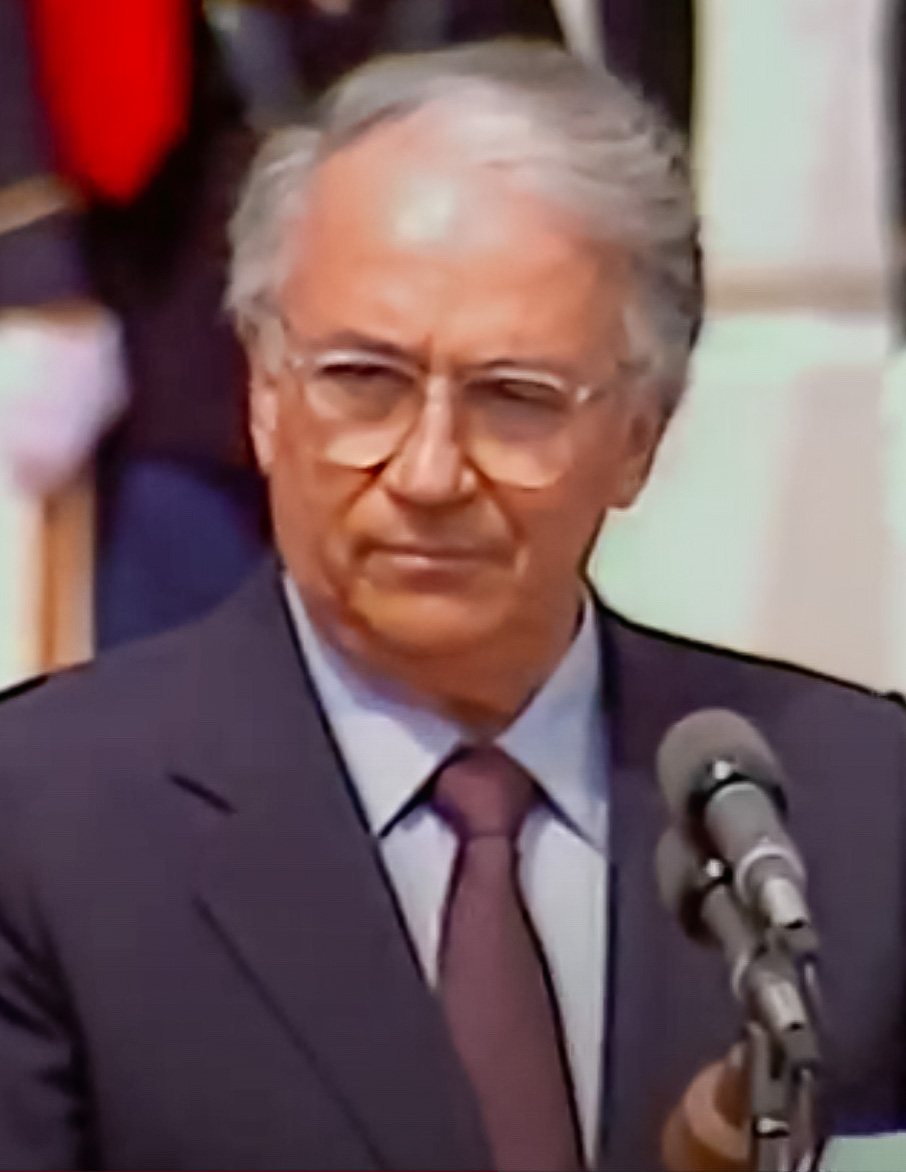
Belisario Betancur
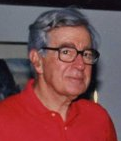
Virgilio Barco

### Constitución de 1991 y Colombia en los años 90
Este periodo marcado por la entrada de una nueva constitución para Colombia en la cual participaron grupos antes excluidos (indígenas y afrodescendientes), minorías étnicas y grupos guerrilleros desmovilizados (M-19, EPL y Quintín Lame) en 1991, acompañado del recrudecimiento de la guerra y del narcotráfico.
- César Gaviria - Partido Liberal(1990-1994)
- Ernesto Samper - Partido Liberal(1994-1998)
- Andrés Pastrana - Partido Conservador(1998-2002)

Presidentes en los años 90
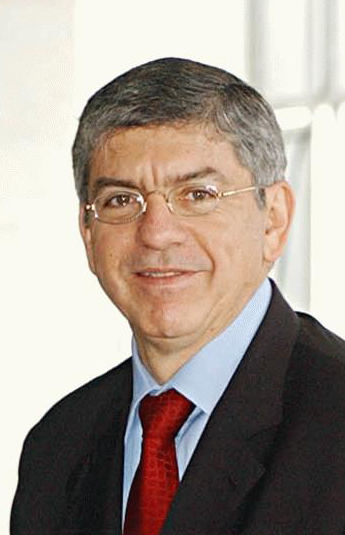
César Gaviria presidente en 1990-1994
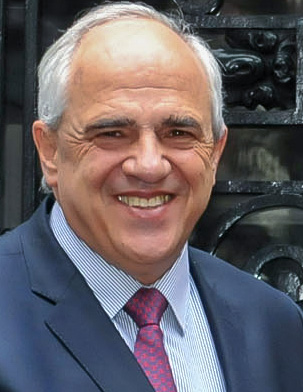
Ernesto Samper presidente en 1994-1998
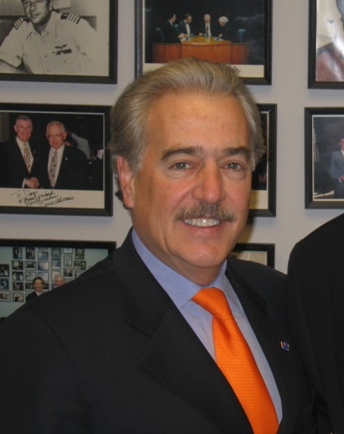
Andrés Pastrana presidente en 1998-2002

### Colombia en elsigloXXI
Colombia continúo con el recrudecimiento del conflicto y una leve desaceleración del mismo, producto de las desmovilizaciones de grupos armados (las AUC en 2006, y las FARC-EP en 2016). El conflicto continúa con nuevos actores como las Bacrim, las Autodefensas Gaitanistas y grupos narcoparamilitares, y las disidencias de las FARC-EP y del EPL. Continúa activo el ELN.
Los presidentes a partir del nuevo milenio han sido:
- Álvaro Uribe Vélez-Partido Conservador/Primero Colombia (2002-2006)
- Álvaro Uribe Vélez-Primero Colombia (2006-2010)
- Juan Manuel Santos-Partido Social de la Unidad Nacional (2010-2014)
- Juan Manuel Santos-Partido Social de la Unidad Nacional (2014-2018)
- Iván Duque-Centro Democrático (2018-2022)
- Gustavo Petro-Pacto Histórico (2022-2026)

Presidentes en el Siglo XXI
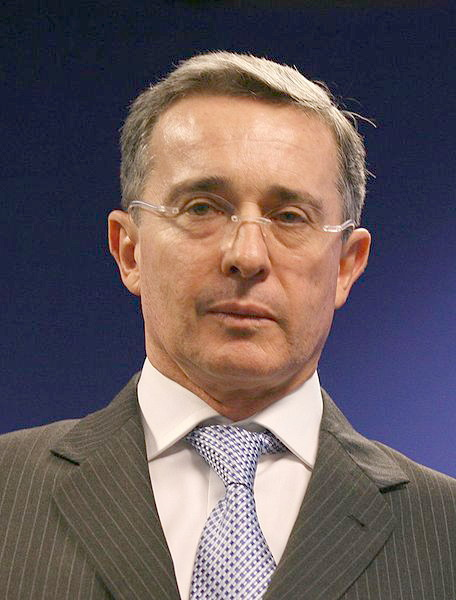
Álvaro Uribe Vélez presidente 2002-2006 y reelegido para 2006-2010
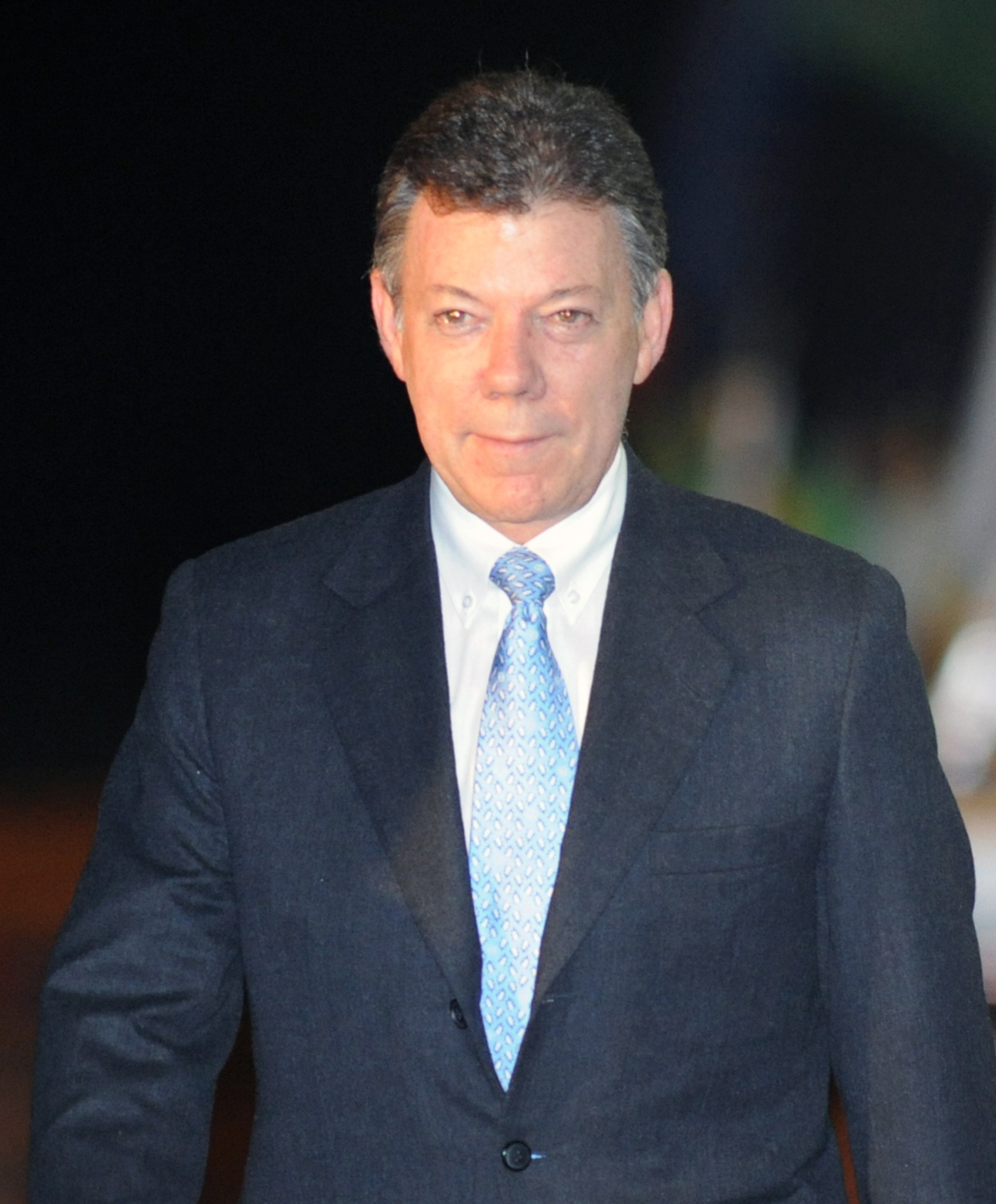
Juan Manuel Santos presidente 2010-2014 y reelegido para 2014-2018.
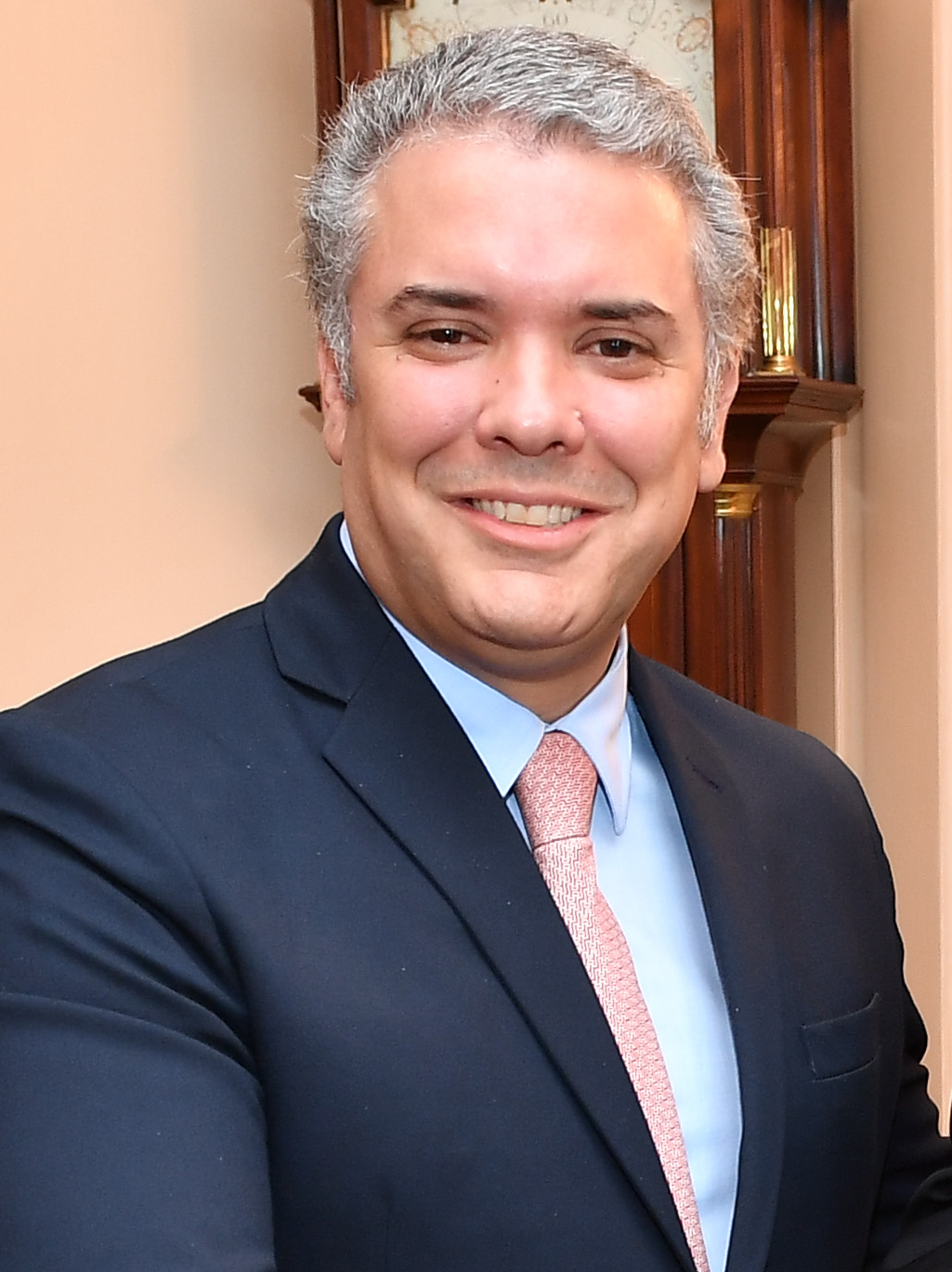
Iván Duque presidente 2018-2022.
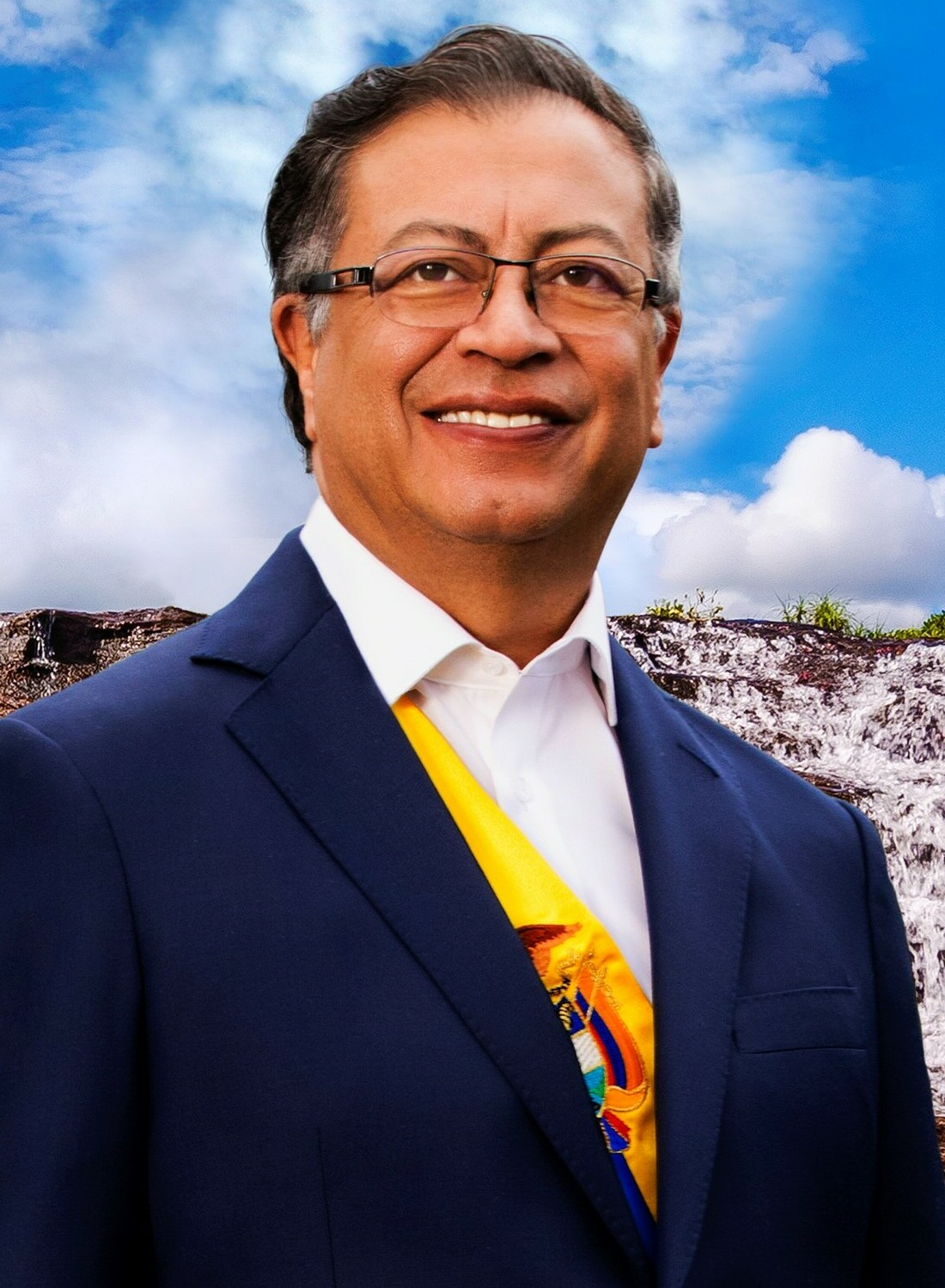
Gustavo Petro Urrego presidente elegido para 2022-2026.

## Constituciones políticas
Las siguientes han sido las constituciones más importantes, con sus respectivas reformas:
- Memorial de Agravios - 1809[17]
- Constitución de Socorro - 1809
- Constitución de Cundinamarca - 1811
- Provincias Unidas - 1811
- Constituciones de La Gran Colombia: Los sucesos constitucionales más importantes han sido el Congreso de Angostura (1819), el Congreso de Cúcuta (1821) y la Separación de Ecuador y Venezuela (1830)
- La constitución de 1832
- Constitución de 1843
- Constitución de 1853
- La constitución de 1858
- La constitución de 1863: Tuvo una reforma en 1876
- La Constitución de 1886 : Los procesos constitucionales más importantes fueron la Separación de Panamá (1903) y sus reformas, en 1905, 1910, 1936, 1954, 1957, 1958, 1968, 1986
- La Constitución de 1991 con una reforma en el 2005

## Partidos políticos
Colombia se caracterizó por tener una dicotomía política que giró en torno al Partido Liberal (el cual se basaba en el Pensamiento santanderista, fundado por Ezequiel Rojas) y al Partido Conservador (Fundado por Mariano Ospina Rodríguez).
Este pensamiento binario inició a partir de las elecciones presidenciales de 1841 y comenzó a decaer con la aparición del Partido Nacional en 1886, debido a que este ganó las elecciones con Rafael Núñez como representante.

Los partidos políticos de la historia colombiana han sido:

### sigloXIX
- Partido Liberal Fundado oficialmente el 16 de julio de 1848
- Partido Conservador: Fundado oficialmente el 4 de octubre de 1849
- Partido Nacional: Fundado en 1892,  formado por Rafael Núñez a finales del siglo XIX

### sigloXX
- Unión Republicana, coalición de disidentes liberales y conservadores que llevó a la presidencia a Carlos E. Restrepo en 1910
- Partido Socialista Revolucionario, primer partido de izquierda de Colombia.
- Partido Comunista Colombiano, hoy integrado al PDA
- Unión Nacional de Izquierda Revolucionaria (UNIR) fundado por Jorge Eliécer Gaitán en los años 1930.
- Alianza Nacional Popular (ANAPO), fundado por Gustavo Rojas Pinilla y hoy integrado al PDA
- Movimiento Revolucionario Liberal, disidencia del Partido Liberal durante el Frente Nacional
- Partido Nacional Cristiano, primer partido formado por comunidades cristianas no católicas
- Movimiento Nacional Conservador, disidencia formada en los años 1980 y hoy integrada al Partido Conservador
- Nueva Fuerza Democrática, fundado por el expresidente Andrés Pastrana
- Movimiento de Salvación Nacional, formado por Álvaro Gómez Hurtado
- Movimiento Unitario Metapolítico, formado por Regina Betancourt de Liska
- Partido Socialista de los Trabajadores (PST)
- Partido Comunista de Colombia - Marxista Leninista (PC de C-ML) Disidencia del PCC.
- Grupo Comunista Revolucionario (GCR)
- Unión Nacional de Oposición (UNO).
- Movimiento Obrero Independiente Revolucionario (MOIR) hoy integrado al PDA.
- Movimiento A Luchar
- Frente Popular
- Unión Patriótica (UP), hoy integrado en coalición con la Colombia Humana.
- Alianza Democrática M-19 (AD M-19)
- Esperanza, Paz y Libertad integrado a la Alianza Democrática M-19
- Partido del Trabajo de Colombia (moirista) (PTC(M)), hoy integrado al Movimiento Progresistas

### 2000-2006
- Movimiento Dejen Jugar al Moreno, de Carlos Moreno de Caro
- Movimiento Visionario, grupo que avaló las campañas de Antanas Mockus a la alcaldía de Bogotá
- Compromiso Cívico Cristiano con la Comunidad C-4, fundado por el exsenador Jimmy Chamorro
- Conservatismo Independiente
- Por el país que soñamos, fundado por el exalcalde de Bogotá Enrique Peñalosa
- Presentes por el Socialismo (PPS), hoy integrado al PDA
- Movimiento por la Defensa de los Derechos del Pueblo (MODEP), hoy integrado al PDA
- Unidad Democrática, hoy integrado al PDA
- Partido Verde Oxígeno, fundado por la excandidata presidencial Íngrid Betancourt
- Partido político MIRA

### En el 2010
En las elecciones de 2010, varios partidos perdieron su personería jurídica por no alcanzar el umbral de 2% de los votos totales:
- El Partido Alas Equipo Colombia, cuyos integrantes se dividieron. La mayoría se adhirió al Partido Conservador, otros se unieron al Partido de la U.
- Partido Colombia Democrática, formado por el senador Mario Uribe Escobar y afectado por la parapolítica y el transfuguismo, por lo que decidió no presentar candidatos en 2010. Algunos de sus miembros ingresaron al PIN.
- Movimiento Colombia Viva, afectado por la parapolítica, cedió su personería jurídica al Movimiento Popular Unido (MPU) para conformar la Alianza Democrática Nacional. Las autoridades le suspendieron la personería por lo que sus candidatos fueron recibidos en el Partido de Integración Nacional.
- Partido Cristiano de Transformación y Orden (PACTO), era un partido cristiano ultraconservador que intentaba ingresar por primera vez al Senado.
- Partido de Integración Social (PAIS), otro partido nuevo, de izquierda radical y antiuribista.
- Alianza Social Afrocolombiana (ASA) Movimiento étnico tradicional de las comunidades afrocolombianas. Obtuvo representación parlamentaria en 2006.

### En el 2014
Con los resultados de las elecciones de 2014, el número de partidos políticos se redujo. Los partidos políticos que se consolidaron tras dicha elección fueron:
| Nombre                                                 | Año de fundación | Número de Senadores | Número de Representantes | Director(a) y/ó Presidente(a) |
| ------------------------------------------------------ | ---------------- | ------------------- | ------------------------ | ----------------------------- |
| Partido Social de Unidad Nacional (Partido de la U)    | 2005             | 21                  | 31                       | Roy Barreras                  |
| Centro Democrático (Colombia)                          | 2013             | 20                  | 19                       | Óscar Iván Zuluaga            |
| Partido Conservador Colombiano                         | 1849             | 18                  | 26                       | David Barguil                 |
| Partido Liberal Colombiano                             | 1848             | 17                  | 34                       | Simón Gaviria                 |
| Partido de Integración Nacional (PIN)                  | 2009             | 5                   | 5                        | Ángel Alirio Moreno           |
| Partido Cambio Radical                                 | 1998             | 9                   | 15                       | Carlos Fernando Galán         |
| Polo Democrático Alternativo (PDA)                     | 2005             | 5                   | 3                        | Clara López Obregón           |
| Partido Verde                                          | 2009             | 5                   | 6                        | Luis Carlos Avellaneda        |
| Movimiento Independiente de Renovación Absoluta (MIRA) | 2000             | 0                   | 3                        | Carlos Alberto Baena          |

Partidos conformados por minorías étnicas
Los siguientes partidos reciben la personería jurídica por pertenecer a las minorías étnicas pues aunque no hayan sobrepasado el umbral obtuvieron representación en el congreso:
| Nombre | Nombre                                  | Número de Congresistas     |
| ------ | --------------------------------------- | -------------------------- |
| ASI    | Alianza Social Independiente            | 1 senador, 1 representante |
| AICO   | Autoridades Indígenas de Colombia       | 1 senador                  |
|       | Movimiento Afrovides                    | 1 representante            |
| MIO    | Movimiento de Inclusión y Oportunidades | 1 representante            |

### 2018-2022
Los partidos políticos de Colombia en este periodo fueron:
| Nombre                                                         | Año de fundación | Posición frente al gobierno 2018-2022 | Número de Senadores | Número de Representantes a la Cámara | Director y/ó Presidente           |
| -------------------------------------------------------------- | ---------------- | ------------------------------------- | ------------------- | ------------------------------------ | --------------------------------- |
| Centro Democrático                                             | 2013             | Gobierno                              | 19                  | 32                                   | Álvaro Uribe Vélez                |
| Partido Liberal Colombiano                                     | 1848             | Independiente                         | 14                  | 35                                   | César Gaviria                     |
| Partido Cambio Radical                                         | 1998             | Independiente                         | 16                  | 30                                   | Rodrigo Lara Restrepo             |
| Partido Social de Unidad Nacional                              | 2005             | Gobierno                              | 14                  | 25                                   | Roy Barreras                      |
| Partido Conservador Colombiano                                 | 1849             | Gobierno                              | 14                  | 20                                   | Hernán Andrade                    |
| Alianza Verde                                                  | 2009             | Oposición                             | 9                   | 10 (1 Alternativa Santandereana)     | Claudia López Hernández           |
| Polo Democrático Alternativo                                   | 2005             | Oposición                             | 5                   | 2                                    | Jorge Enrique Robledo,Iván Cepeda |
| Lista de la Decencia                                           | 2017             | Oposición                             | 4                   | 3                                    | Gustavo Petro, Aída Avella        |
| Colombia Justa Libres                                          | 2017             | Gobierno                              | 3                   | 1                                    | John Milton Rodríguez             |
| Movimiento Independiente de Renovación Absoluta (Partido MIRA) | 2000             | Gobierno                              | 3                   | 1                                    | Carlos Eduardo Guevara            |

Partidos conformados por minorías étnicas
| Nombre                                   | Año de fundación | Número de Congresistas                                                                                                |
| ---------------------------------------- | ---------------- | --- |
| Movimiento Alternativo Indígena y Social | 2013             | 2 senadores (1 coalición Decentes, 1 curul c. indígena), 4 representantes (2 coalición Decentes, 1 curul c. indígena) |
| Alianza Social Independiente             | 1991             | 1 senador (coalición Decentes)                                                                                        |
| Autoridades Indígenas de Colombia        | 1990             | 1 senador (curul c. indígena)                                                                                         |
| Colombia Renaciente                      | 2018             | 1 representante (curul c. afrodescendiente)                                                                           |
| Alianza Democrática Afrocolombiana       | 2018             | 1 representante (curul c. afrodescendiente)                                                                           |
| Partido de Reivindicación Étnica         | 2018             | |

Partidos conformados por Acuerdos de paz y devolución de Personería Jurídica
| Nombre                                      | Año de fundación | Número de Congresistas         |
| ------------------------------------------- | ---------------- | ------------------------------ |
| Fuerza Alternativa Revolucionaria del Común | 2017             | 5 senadores, 5 representantes  |
| Unión Patriótica                            | 1985             | 1 senador (coalición Decentes) |

Partidos y movimientos conformados por Acuerdos de paz o grupos armados
- Unión Patriótica a partir de los acuerdos de la Uribe.
- Fuerza Alternativa Revolucionaria del Común a partir del acuerdo de paz de 2016.
- Frente Popular con participación de militantes del EPL.
- Esperanza Paz y Libertad a partir de la desmovilización del EPL en 1991.
- Alianza Democrática M-19 a partir del acuerdo de paz de 1990.
- Movimiento Bolivariano creado en el 2000 por las FARC-EP.
- Partido Comunista Clandestino Colombiano creado en 1993 por las FARC-EP .

#### Coaliciones
En 2021 se conformaron las siguientes coaliciones:
- Pacto Histórico por Colombia
- Coalición de la Esperanza
- Nos Une Colombia

A partir de la Constitución de 1991 diferentes partidos y movimientos políticos se han creado desde el sector religioso, permaneciendo con vida jurídica, a partir de 2018 solamente MIRA y Colombia Justa Libres, los cuales en septiembre de 2021 realizaron un acuerdo político para presentar listas conjuntas al Senado y a la Cámara en más de 7 departamentos o circunscripciones, denominando la coalición Nos Une Colombia, la cual tiene como núcleo fundamental la promoción y defensa de la libertad religiosa.

## Grupos armados con influencia política en Colombia
- Autodefensas Unidas de Colombia (Desmovilizadas en 2006, con disidencias hoy Bacrim y GAO) Parapolítica
- Fuerzas Armadas Revolucionarias de Colombia (Desmovilizadas en 2016, hoy Fuerza Alternativa Revolucionaria del Común, con 10 escaños en el Congreso) Farcpolítica. Disidencias hoy GAO residuales
- Ejército de Liberación Nacional (Activo).
- Movimiento 19 de Abril (Desmovilizado, conformaron el  AD M-19, participaron en la Constitución de 1991)
- Ejército Popular de Liberación (Desmovilizado el 95% en 1991, conformaron el Esperanza Paz y Libertad). Disidencias hoy GAO
- Partido Revolucionario de los Trabajadores (Desmovilizado en 1991)
- Movimiento Armado Quintín Lame (Desmovilizado en 1991, participaron en la Constitución de 1991, hoy forman parte del movimiento indígena)
- Cártel de Medellín (Desintegrado en 1993) Creador de grupos paramilitares, Muerte a Secuestradores, narcoterrorismo y narcoestado)
- Cártel de Cali (Desarticulado en 1995). Proceso 8000.